# Hanne Claes
Pour les articles homonymes, voir Claes.
Hanne Claes, née le 4 août 1991 à Hasselt, est une athlète belge, spécialiste du sprint, en particulier des épreuves de 400 m, 400 m haies et 4 x 400 m. À deux reprises (2021 et 2024), elle a participé aux jeux olympiques.

## Biographie
Hanne Claes a grandi au Costa Rica où ses parents ont créé une succursale de l'ONG Les îles de paix et est revenue en Belgique à Louvain à l'âge de 6 ans. Elle combine alors le sport de compétition avec ses études secondaires puis universitaires. Hanne Claes étudie l'éducation physique à la KU Leuven et obtient une maîtrise en éducation physique et science du mouvement ainsi qu'un Master of Business Administration. Depuis 2019, elle est athlète professionnelle avec l'ADEPS  et depuis 2021, avec Sport Vlaanderen.
Elle est sacrée championne de Belgique sur 200 mètres en 2012 et 2013. À deux reprises (2012 et 2016), elle manque de peu une qualification aux jeux olympiques.
En 2018, elle rejoint le groupe du relais 4 x 400 m des Belgian Cheetahs.
Lors des Jeux olympiques 2021 à Tokyo elle est éliminée en séries.
Depuis le 1er juillet 2023, Claes détient le record de Belgique du 400 mètres haies en 54 s 33 établi lors du Résisprint International à La Chaux-de-Fonds.
Lors des Jeux olympiques 2024 à Paris, elle se qualifie pour la demi-finale en terminant quatrième de sa série du 400 m haies dans un chrono de 54 s 80 et est éliminée en demi-finale. Avec le relais féminin des Belgian Cheetahs, elle obtient une 7e place dans la finale du 4 x 400 m.
Claes a été affilée au Daring Club Leuven Atletiek (DCLA) et à l'Excelsior Sports Club Brussels (dans le groupe de Jacques Borlée) avant de revenir depuis 2021 au DCLA où Carole Bam est son nouvel entraîneur.
Poursuivant l'engagement humanitaire de ses parents, elle est depuis 2019 « Sport ambassador » pour l'association Plan International Belgium.
Le 13 septembre 2024, elle participe à sa dernière compétition sur 400 m lors du Mémorial Van Damme et prend sa retraite d'athlète sportive de haut niveau.

## Palmarès
| Date | Compétition                    | Lieu     | Résultat | Épreuve     | Temps         |
| ---- | ------------------------------ | -------- | -------- | ----------- | ------------- |
| 2018 | Championnats d'Europe          | Berlin   | 4e       | 400 m haies | 55 s 75       |
| 2018 | Championnats d'Europe          | Berlin   | 4e       | 4 x 400 m   | 3 min 27 s 69 |
| 2019 | Championnats du monde          | Doha     | 5e       | 4 x 400 m   | 3 min 27 s 15 |
| 2022 | Championnats du monde en salle | Belgrade | 6e       | 4 x 400 m   | 3 min 33 s 61 |
| 2022 | Championnats d'Europe          | Munich   | 4e       | 4 x 400 m   | 3 min 22 s 12 |
| 2023 | Championnats du monde          | Budapest | 5e       | 4 x 400 m   | 3 min 22 s 84 |
| 2024 | Jeux olympiques                | Paris    | 7e       | 4 × 400 m   | 3 min 22 s 40 |

## Records
| Épreuve     | Temps              | Lieu           | Date            |
| ----------- | ------------------ | -------------- | --------------- |
| 400 m       | 51 s 28            | Chaux-de-Fonds | 14 juillet 2024 |
| 400 m haies | 54 s 33 (NR)       | Chaux-de-Fonds | 2 juillet 2023  |
| 4 x 400 m   | 3 min 26 s 58 (NR) | Doha           | 5 octobre 2019  |